# ドーラといっしょに大冒険
『ドーラといっしょに大冒険』（ドーラといっしょにだいぼうけん、英名：Dora the Explorer）は、テレビアニメ作品。

## 概要
7歳の女の子ドーラが主人公の幼児向け知育・情操番組。英語版ではヒスパニック系移民の児童が英語を学ぶことが中心となっている。2006年9月にはスペイン語版ニコロデオン枠としてテレムンドで放送され、2008年4月からはユニビジョンのプラネッタU枠で放送されている。
アメリカでは2000年8月14日から2019年までニコロデオンで放送された。日本では2002年頃からニコロデオンでも放送されており、2006年10月2日より地上波のTOKYO MXで『ニコロデオン広場』という枠名を付けて放送され、2008年9月まで再放送された。2009年4月6日よりテレビ東京系列6局にて邦題を『ドーラ』と改め、日本初となる新作エピソードも放送された。2010年3月29日で本放送は終了、同年4月1日から9月23日までは木曜17:30 - 18:00に再放送が行われた。
また、BSフジでは、2013年4月1日から7月29日まで月曜 16:00 - 16:30に放送開始された。タイトルはニコロデオン放送時と同様『ドーラといっしょに大冒険』。
2021年4月28日からNick+(Rakuten TV)で配信されている、主にニコロデオン放送版（シーズン1 - シーズン4）とAmazonプライム版（シーズン5・シーズン6）が使われている（声優は同じ）。

### 特徴
キャラクターが視聴者に向かって指示を出したりするという演出が用いられている。

## 登場人物

### レギュラー
日本語版キャストはニコロデオン（BSフジ）放送版 / テレビ東京放送版の順に記載。
ドーラ・マルケス（Dora Marquez）
英：Kathleen Herles→Caitlin Sanchez→Fátima Ptacek/吹き替え：嶋村薫→坂本千夏（2話、14話 - ） / くまいもとこ
主人公。年齢は7歳。
家族構成は、祖母、両親、双子の弟（ギジェルモ）と妹（イザベラ）、ペットの犬（スワイパーの飼っている犬とは兄弟）、いとこ3名。
猿のブーツ（Boots the Monkey）
英：ハリソン・チャド→Regan Mizrahi→Koda Gursoy/吹き替え：小林希唯 / 宮原永海
ドーラ親友である白いサル。赤いブーツをはいている。
狐のスワイパー（Swiper the Fox）
英：Marc Weiner/吹き替え：佐藤晴男 / 金丸淳一
青い目出しバンダナと手袋をした、悪戯好きのキツネ。ドーラたちの物を盗りに来て、そのたびに彼女たちから「スワイパー！取っちゃダメ、Swiper, no swiping!（3回）」と言われて、"Oh, mannn!"（原語版およびテレビ東京版のみ。日本のニコロデオン版では「こ〜りゃ、まいったぁ〜!」となっている）と言いながら指を鳴らして去っていくことが多い。
また、もし妨害に成功したら、「遅かったんだもんねー!」（「おっそいんだもんねー!」とも、原語版では "You're too late!"または "You'll never find it now! Ha, ha, ha!!"）といって盗った物を遠くに放り投げる。
マップ君（Map）
英：Marc Weiner / 吹き替え：佐藤晴男 / 佐々木望
バックパックの中に入っている地図。
ドーラたちの道案内以外の行為をすることはほとんどない。ただし、『ドーラとベニーの宝物』ではバックパックとともに、がらくた置き場まで運ばれてしまい、地図として機能しなかった。
マッパ（声：嶋村カオル）という双子の妹がいる。
バックパック（Backpack）
英：Sasha Toro→Alexandria Suarez→Sofia Lopez→Breanna Lakatos / 吹き替え：浅井晴美 / 武田華
ドーラが両親からプレゼントとしてもらったバックパックで、ドーラが必要とするものを出してくれる。テレビ東京版において、物を自分の中へ戻すときは「Yum yum yum yum yum, おーいしい!Yummy!」と言う（英語版ではおーいしい!以下の部分が¡delicioso!という言葉になっている）。
ドーラといっしょに大冒険では「リュック君」と呼ばれている。
ただし、『ドーラとバックパックの仮装パレード』（テレビ東京）という回ではスカート状の衣装を身につけていた。また、『ドーラとベニーの宝物』ではマップ君とともにがらくた置き場まで運ばれてしまい、魔法のカバンのような働きをすることができなかった。
ディエゴ（Diego）
英：Jake Toranzo Szymanski→Brandon Zambrano→Jacob Medrano / 吹き替え：嶋村薫→中村千絵、MAI / 嶋村薫
ドーラのいとこ。動物を助ける仕事をしており、動物の鳴き真似がうまい。
彼が主役のスピンオフ作品にen:Go, Diego, Go!がある。
ティコ（Tico）
英：Muhammed Cunningham→Jose Zelaya→Jean Carlos Celi→Oscar Hutarra / 吹き替え：許綾香→深川史麻 / 許綾香
ドーラの友人であるリス。原語版では英語をあまり話せていない（つまり、日本語版では日本語をあまり話せていない）。
イーサ（Isa）
英：Ashley Flemming→Lenique Vincent→Skai Jackson / 吹き替え：すずき紀子 / 木下紗華
ドーラの友人であるイグアナ。
トロル
英：Chris Gifford / 吹き替え：平野俊隆
全身が黄色い毛でおおわれている生き物。
橋の下に住んでいて、橋を渡ろうとする者に謎を掛ける。ブーツらからは怒りっぽいと評されており、謎かけの際に意地悪を働いたこともある。『ドーラといっしょに大冒険』のシーズン6では、親友であるペチュニアと結婚した。
双子のきょうだいがいる。
ベニー（Benny）
英：Jake Burbage→Matthew Gumley→Aidan Gemme / 吹き替え：武田華
青い牛。ドーラの友人。
ビッグ・レッド・チキン
英：Chris Gifford
赤い大きな雄鶏。
おまつりトリオ（Fiesta Trio）
英：Marc Weiner
ドーラたちの課題がうまくこなせたときにあらわれるカエル（ラッパ）とバッタ（トライアングル）とカタツムリ（太鼓）の3人組。
第43話では初めてセリフを喋った。
ピッグ船長
英：Chris Gifford→John Leguizamo→Chris Gifford / 吹き替え：青山穣
海賊船の船長。リル・ピギー以外にも3人の相棒がいる。『ドーラとブーツとバナナ』では、バナナを燃料としたボートに乗っていた。
リル・ピギー
英：Lucy Becker、Henry Gifford、Katie Gifford→Sabrina Jiang、Austin Valentine、Alexandria Suarez→Maria Celeste、Austin Valentine、Alexandria Suarez→Vinicius Damasceno、Matthew Gumley、Breanna Lakatos→Vinicius Damasceno、Fátima Ptacek、Breanna Lakatos
ピッグ船長の関係者。
おじいさん
吹き替え：平野俊隆
ロベルト
おじいさんの助手であるロボット。
星たち（冒険星、The Explorer Stars）
英：Christiana Anbri、Henry Gifford、Katie Gifford、Aisha Shickler、Muhammed Cunningham、Jose Zeleya
原語版後期エピソードに登場する。ドーラとブーツは彼らを捕まえてバックパックのスターポケットの中にしまう。スターポケットはドーラのおばあちゃんから受け継いだもので、バックパックのサイドにつけることができる。
ファニースター
オレンジ色の星。面白いことをするのが好きで、目の焦点が合っていない。
ノイジースター
大きな警笛音を鳴らすことができる。青い星。
ジャンピングスター
ばねがついていてジャンプできる。紫色の星。
グローウィースター
光輝き、ライトのような働きをする。黄色い星。
スウィッチングスター
丸、三角、四角と自由に形を変えられる。オレンジ色の星。
ウーフー
水色の赤ちゃん星。「ウーフー」が口癖。
ツールスター
ハンマーやスクリュードライバーや鉛筆などを持った灰色の星。

デイジー
ディエゴの姉。
アズール
青い機関車。

### ゲスト
スーパーベビーズ
絵本に登場する力持ちで空を飛ぶことができる赤ちゃん。バナナが好き。「グーグー・ガーガー」が口癖。

## スタッフ
- 制作 - Chris Gifford, Valerie Walsh, Rick Velleu、Eric Weiner

### ニコロデオン版
- 翻訳 - 渡部明子[13]、伊藤里香[14]
- 演出 - 小川利夫
- 吹替製作 - ムービー・テレビジョン→ブロードメディア

### テレビ東京版
- 演出 - 高田浩光
- 翻訳 - 石原千麻、砺波紀子
- 英語監修 - ルミコ・バーンズ
- ミキサー - 中西一仁
- 制作担当 - 登川竹直、別府憲治、鈴木謙太郎
- 日本語版制作 - ミルキーカートゥーン
- 監修 - 堀坂風美
- プロデューサー - 増田孝、吉田浩子
- 製作 - ニコロデオン

## 主題歌
オープニングテーマ「Dora Theme Song」
作曲 - ジョシュア・シトロン & ビリー・ストラウス、歌：ドーラとなかまたち（シーズン1 - 6）、浅野そら、熊田たまき、花岡ももか、吉田さくらこ（シーズン7 - 8）

### テレビ東京版主題歌
オープニングテーマ「Dora Theme Song」（ドーラのテーマ）
作曲 - ジョシュア・シトロン & ビリー・ストラウス、日本語版プロデュース - 田村哲也
2009年11月2日放送分から最終回までSHANADOOによるカバーバージョンに切り替わり、SHANADOOのメンバーが子供たちと踊る映像が流れた。
エンディングテーマ「Sound Space Scope」（2009年10月5日 - 2010年3月29日）
作詞・作曲・編曲：オーノカズナリ、歌 - SHANADOO
本編にある4か所のシーンを4つ並べた状態で使われた後期エンディングで、2009年9月までは仲間たちがかくれんぼしているコーナーが使われていた。
挿入歌「やったの歌」
毎回エピソードが終わった後に踊る曲。テレビ東京版第37話「ドーラとベストフレンド」で正式名称が明かされた。

## 各話リスト
ニコロデオン版

## 放送局
| 放送地域       | 放送局         | 放送期間                      | 放送日時                                                                                 | 放送系列       | 備考                         |
| ニコロデオン版 | ニコロデオン版 | ニコロデオン版                | ニコロデオン版                                                                           | ニコロデオン版 | ニコロデオン版               |
| -------------- | -------------- | ----------------------------- | ---------------------------------------------------------------------------------------- | -------------- | ---------------------------- |
| 日本全域       | ニコロデオン   | 2001年12月1日 - 2009年        | 月 - ? 07:00 - 07:30 （2001年度） 土・日 08:30 - 09:00 土・日 17:00 - 17:30 （2002年度） | CS放送         | [ 16 ]                       |
| 東京都         | TOKYO MX       | 2006年10月2日 - 2008年3月17日 | 月 - 金 16:00 - 16:30                                                                    | 独立UHF局      | ニコロデオン広場枠           |
| 東京都         | TOKYO MX       | 2008年8月19日 - 9月30日       | 月 - 金 16:30 - 17:00                                                                    | 独立UHF局      | ニコロデオン広場枠           |
| テレビ東京版   |                |                               |                                                                                          |                |                              |
| 関東広域圏     | テレビ東京     | 2009年4月6日 - 2010年3月29日  | 月曜 18:00 - 18:30                                                                       | テレビ東京系列 | アニメ530枠 リピート放送あり |
| 北海道         | テレビ北海道   | 2009年4月6日 - 2010年3月29日  | 月曜 18:00 - 18:30                                                                       | テレビ東京系列 | アニメ530枠 リピート放送あり |
| 愛知県         | テレビ愛知     | 2009年4月6日 - 2010年3月29日  | 月曜 18:00 - 18:30                                                                       | テレビ東京系列 | アニメ530枠 リピート放送あり |
| 大阪府         | テレビ大阪     | 2009年4月6日 - 2010年3月29日  | 月曜 18:00 - 18:30                                                                       | テレビ東京系列 | アニメ530枠 リピート放送あり |
| 岡山県・香川県 | テレビせとうち | 2009年4月6日 - 2010年3月29日  | 月曜 18:00 - 18:30                                                                       | テレビ東京系列 | アニメ530枠 リピート放送あり |
| 福岡県         | TVQ九州放送    | 2009年4月6日 - 2010年3月29日  | 月曜 18:00 - 18:30                                                                       | テレビ東京系列 | アニメ530枠 リピート放送あり |
| 山形県         | 山形テレビ     | 2009年7月26日 - 2010年8月8日  | 日曜 6:00 - 6:30                                                                         | テレビ朝日系列 |                              |
| BSフジ版       |                |                               |                                                                                          |                |                              |
| 日本全域       | BSフジ         | 2013年4月1日 - 7月29日        | 月曜 16:00 - 16:30                                                                       | BS放送         |                              |

## DVD
NBCユニバーサルから発売、テレビ東京放映時による日本語吹き替え版を収録。
| タイトル                           | 発売日         | 品番       |
| ---------------------------------- | -------------- | ---------- |
| ドーラとまほうのビン               | 2010年2月26日  | PPA-111920 |
| ドーラと3びきのこぶた              | 2010年3月26日  | PPA-117496 |
| ドーラ ドーラチームはさいこう      | 2010年4月23日  | PPA-115495 |
| ドーラとハッピー・バースデー       | 2010年7月9日   | PPA-119065 |
| ドーラ、せかいをめぐる             | 2010年8月6日   | PPA-112940 |
| ドーラのアニマル・アドベンチャー   | 2010年11月26日 | PPA-115361 |
| ドーラとベストフレンド             | 2011年1月21日  | PPA-113741 |
| ドーラと星のポケット               | 2011年4月28日  | PPA-110212 |
| ドーラのこいぬ                     | 2011年8月11日  | PPA-130577 |
| ドーラのおうちでパーティー         | 2011年12月9日  | PPA-116855 |
| ドーラとスノー・プリンセス         | 2012年1月13日  | PPA-113742 |
| ドーラとABC                        | 2012年4月13日  | PPA-131046 |
| ドーラ、にんぎょのおうこくをすくう | 2012年07月13日 | PPA-113333 |